# Miszlesevo
Miszlesevo (macedónul: Мислешево) település Észak-Macedóniában, a Délnyugati körzetben, Sztruga községben.

## Népesség
| Lakosok száma | 761  | 1029 | 1213 | 1308 | 1988 | 3130 | 3246 | 3507 | 2969 |
|               | 1948 | 1953 | 1961 | 1971 | 1981 | 1991 | 1994 | 2002 | 2021 |

2002-ben 3507 lakosa volt, akik közül 2791 macedón, 527 albán, 66 vlach, 28 török, 15 szerb, 13 roma és 67 egyéb.